# 乌镇路桥
乌镇路桥，位于中国上海市区苏州河上，桥北面为靜安区乌镇路，桥南面为黄浦区新闸路，为单跨钢管系杆拱桥。

## 历史
乌镇路桥始建于民国18年（1929年），为6孔木结构桥，在抗战中毁于战火。民国37年（1948年）重建新桥，新桥为钢筋混凝土简支架桥梁，全长60.35米，宽9.4米。桥于1997年拆除重建，新桥于1999年5月建成。